# Marina Marx/Diskografie
Diese Diskografie ist eine Übersicht über die musikalischen Werke der deutschen Pop- und Schlagersängerin Marina Marx. Ihre erfolgreichste Veröffentlichung ist das Debütalbum Der geilste Fehler, das zum Chartalbum in Deutschland, Österreich und der Schweiz avancierte.

## Alben

### Studioalben
| Jahr | Titel Musiklabel                    | Höchstplatzierung, Gesamtwochen, AuszeichnungChartplatzierungen (Jahr, Titel, Musiklabel, Platzierungen, Wochen, Auszeichnungen, Anmerkungen) | Höchstplatzierung, Gesamtwochen, AuszeichnungChartplatzierungen (Jahr, Titel, Musiklabel, Platzierungen, Wochen, Auszeichnungen, Anmerkungen) | Höchstplatzierung, Gesamtwochen, AuszeichnungChartplatzierungen (Jahr, Titel, Musiklabel, Platzierungen, Wochen, Auszeichnungen, Anmerkungen) | Anmerkungen                           |
| Jahr | Titel Musiklabel                    | DE | AT | CH | Anmerkungen                           |
| ---- | ----------------------------------- | --- | --- | --- | ------------------------------------- |
| 2020 | Der geilste Fehler Ariola (Sony)    | DE25 (4 Wo.)DE | AT19 (2 Wo.)AT | CH21 (2 Wo.)CH | Erstveröffentlichung: 24. Juli 2020   |
| 2024 | Wahrheit oder Pflicht Ariola (Sony) | DE24 (1 Wo.)DE | AT18 (1 Wo.)AT | CH28 (1 Wo.)CH | Erstveröffentlichung: 16. August 2024 |

## Singles

### Als Leadsängerin
| Jahr | Titel Album                                | Anmerkungen                                               |
| ---- | ------------------------------------------ | --------------------------------------------------------- |
| 2019 | One Night Stand Der geilste Fehler         | Erstveröffentlichung: 15. Februar 2019                    |
| 2020 | Der geilste Fehler                         | Erstveröffentlichung: 22. Mai 2020                        |
| 2020 | Wir leben live! Der geilste Fehler         | Erstveröffentlichung: 2. Oktober 2020 (Remix)             |
| 2021 | Fahr zur Hölle –                           | Erstveröffentlichung: 26. Februar 2021 mit Karsten Walter |
| 2022 | Auf Teufel komm raus Wahrheit oder Pflicht | Erstveröffentlichung: 28. Oktober 2022                    |
| 2023 | Weißt du noch Wahrheit oder Pflicht        | Erstveröffentlichung: 6. April 2023                       |
| 2023 | It’s My Life Wahrheit oder Pflicht         | Erstveröffentlichung: 15. September 2023                  |
| 2024 | Steh auf und leb Wahrheit oder Pflicht     | Erstveröffentlichung: 16. Februar 2024                    |
| 2024 | Zu mir oder zu ihr Wahrheit oder Pflicht   | Erstveröffentlichung: 2. August 2024                      |

### Als Gastsängerin
| Jahr | Titel Album                                       | Anmerkungen                                                            |
| ---- | ------------------------------------------------- | ---------------------------------------------------------------------- |
| 2019 | Deus Amazonas So ist das Leben (Geschenk-Edition) | Erstveröffentlichung: 29. November 2019 Semino Rossi feat. Marina Marx |
| 2022 | Lass die anderen reden Komm näher                 | Erstveröffentlichung: 30. Juni 2022 Karsten Walter feat. Marina Marx   |

## Musikvideos
| Jahr | Titel                  | Regisseur(e)   |
| ---- | ---------------------- | -------------- |
| 2019 | One Night Stand        |                |
| 2020 | Der geilste Fehler     | Denis Ignatov  |
| 2020 | Wir leben live!        | Denis Ignatov  |
| 2021 | Fahr zur Hölle         | Denis Ignatov  |
| 2022 | Lass die anderen reden |                |
| 2022 | Auf Teufel komm raus   |                |
| 2023 | Weißt du noch          |                |
| 2023 | It’s My Life           |                |
| 2024 | Steh auf und leb       | Roman Romacher |

## Sonderveröffentlichungen
| Jahr | Titel Album                                       | Anmerkungen                                                          |
| ---- | ------------------------------------------------- | -------------------------------------------------------------------- |
| 2020 | Deus Amazonas So ist das Leben (Geschenk-Edition) | Erstveröffentlichung: 18. Januar 2020 Semino Rossi feat. Marina Marx |
| 2022 | Lass die anderen reden Komm näher                 | Erstveröffentlichung: 1. Juli 2022 Karsten Walter feat. Marina Marx  |

| Jahr | Titel Album                         | Anmerkungen                                              |
| ---- | ----------------------------------- | -------------------------------------------------------- |
| 2020 | Zeigt her eure Füße Giraffenaffen 6 | Erstveröffentlichung: 3. Juli 2020 Original: Traditional |

## Promoveröffentlichungen
| Jahr | Titel Album                                       | Anmerkungen |
| ---- | ------------------------------------------------- | --- |
| 2020 | Den ersten letzten Kuss Der geilste Fehler        | Erstveröffentlichung: 10. Juli 2020 |
| 2021 | Bisschen mehr als Freundschaft Der geilste Fehler | Erstveröffentlichung: 8. Oktober 2021                                                                                                   |
| 2022 | Übermorgen –                                      | Erstveröffentlichung: 28. Januar 2022 mit Sarah Zucker; Original: Mark Forster #19 der deutschen Single-Trend-Charts am 4. Februar 2022 |
| 2023 | Happy Xmas (War Is Over) –                        | Erstveröffentlichung: 8. Dezember 2023 Original: John, Yoko & The Harlem Community Choir                                                |

## Statistik

### Chartauswertung
|                     | DE    | AT    | CH    |
| ------------------- | ----- | ----- | ----- |
| Nummer-eins-Alben   | DE—DE | AT—AT | CH—CH |
| Top-10-Alben        | DE—DE | AT—AT | CH—CH |
| Alben in den Charts | DE2DE | AT2AT | CH2CH |